# Трух Григорій Андрій
Отець Трух Григо́рій Андрі́й (19 лютого 1894, Гірне, нині Стрийський район, Львівська область — 9 травня 1959, Грімсбі, Канада) — український галицький військовик (командант сотні УСС), згодом церковний діяч, священник-василіянин (з 1926 р.).

## Життєпис

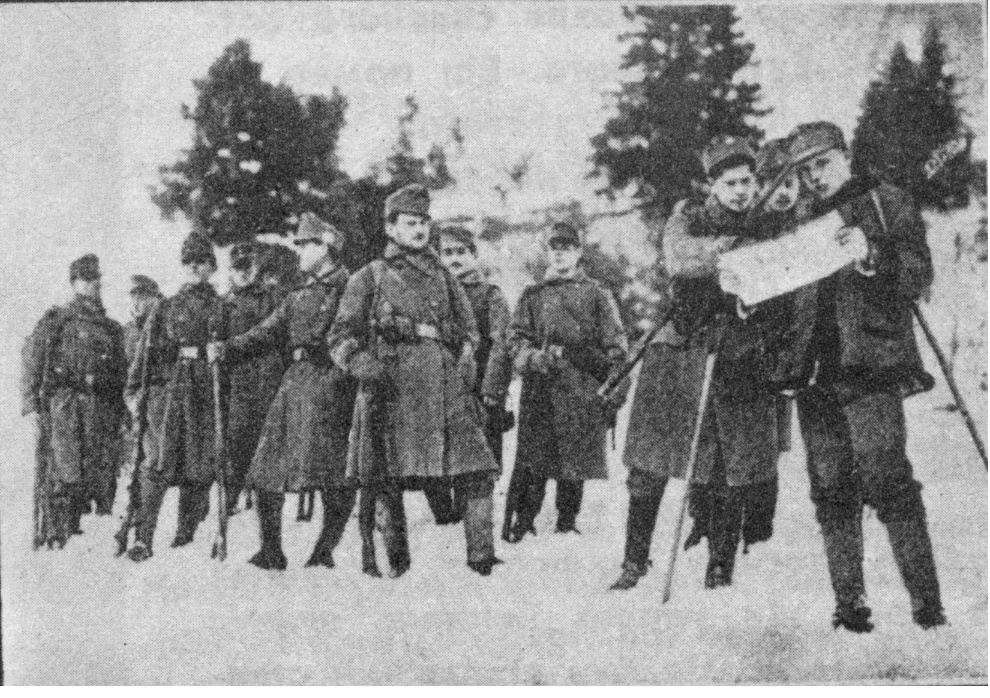
Четар Гриць Трух на стежі

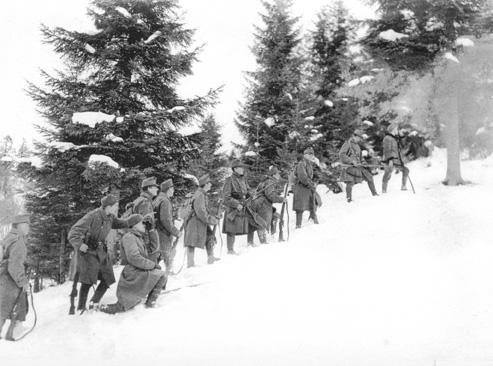
Стежа під командою Г. Труха в Карпатах

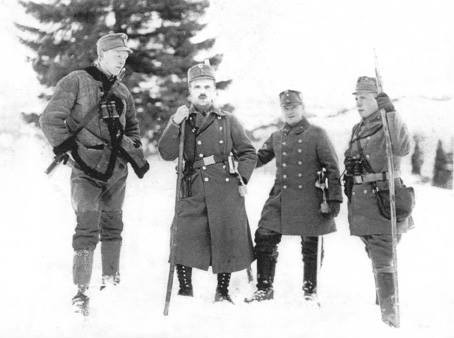
Старшини сотні Вітовського, зліва направо: Григорій Трух, Дмитро Вітовський, Омелян Левицький, Григорій Іваненко

У 1914 році закінчив гімназію і з початком війни вступив до Українських січових стрільців. Був командантом чоти у сотні Дмитра Вітовського, провідником розвідувальних стеж у Карпатах. Поранений під Болеховом 30 травня 1915 року.
В бою під Потуторами на Бережанщині 30 вересня 1916 року врятувався з одним взводом з оточення. Восени 1917 року був у званні поручника командантом сотні Легіону УСС.
Через рік брав участь у листопадовому чині — встановленні української влади у Львові, коли виникла Західноукраїнська Народна Республіка. Зокрема, як ветеран Легіону УСС командував взяттям під контроль українцями комендатури, в полон — генерала Пфефера.
Після окупації краю поляками прийняв монаший чин. Як священник діяв у Галичині, на Холмщині і (з 1932 р.) в США й Канаді.
Автор низки книг і брошур: «Життя Святих», 4 тт. (1952 — 70), «Марія. Життя Пресвятої Богородиці» (1945), «Світила Християнського Сходу» (1968), «Українська мова. Граматика української літературної мови» (1947) та інші; ред. ж. «Світло» (1943 — 46).
Є одним з авторів слів славню (гімну) Українських січових стрільців «Червона калина».
Помер в Ґрімсбі (Онтаріо), похований у Вінніпезі.

## Видання творів
- Трух Андрій Йосафат Григорій. Життя Святих / У чотирьох книгах. Видання друге, виправлене та доповнене. Львів. Вид-во Отців Василіян «Місіонер».
  - Книга 1 (січень, лютий, березень). 1997. — 378 с. — ISBN 5-7707-8941-7.
  - Книга 2 (квітень, травень, червень). 1997. — 448 с. — ISBN 5-7707-8940-9.
  - Книга 3 (липень, серпень, вересень). 1998. — 388 с. — ISBN 5-7707-8940-9.
  - Книга 4 (жовтень, листопад, грудень). 1999. — 319 с. — ISBN 5-7707-8940-9.